# اونا (ویرجینیای غربی)
اونا (به انگلیسی: Ona) یک منطقهٔ مسکونی در ایالات متحده آمریکا است که در شهرستان کابل، ویرجینیای غربی واقع شده‌است.